# Fudbalski klub Mokra Gora
Il Fudbalski klub Mokra Gora (in serbo Фудбалски клуб Мокра Гора?), conosciuto semplicemente come Mokra Gora, è una squadra di calcio di Zubin Potok, una città in Kosovo, ma che milita nei campionati della Serbia.

## Nome
La Mokra Gora (in serbo significa montagna bagnata) è un monte nel gruppo del Prokletije, situato sul confine fra Serbia, Kosovo e Montenegro. La città di Zubin Potok è alle sue pendici.

## Storia
Il club è stato fondato il 15 marzo 1972, prendendo il nome dal monte Mokra Gora e scegliendo il giallo come colore del club.
Si qualifica due volte per la Coppa di Serbia e Montenegro: viene eliminato al primo turno in entrambi i casi, dall'Obilić nel 2004 e dall'OFK Belgrado nel 2005. Nella Kup Srbije 2006-2007 riesce a raggiungere gli ottavi di finale: dopo aver superato il Borac Čačak, viene battuto dalla Stella Rossa, poi vincitrice del torneo.
Nelle stagioni dal 2009–10 e 2013–14 ottiene buoni piazzamenti nella Zona Morava, fino al 2014–15 quando vince il campionato con due punti di vantaggio sul FK Tutin e guadagna la promozione in Srpska Liga. Nella stessa stagione vince la Kup Kosova i Metohije (coppa di Kosovo e Metochia) battendo 3–1 il FK Ropotovo allo "stadio Dragan Džajić" di Gračanica, presso Priština.
Vincendo la coppa il Mokra Gora acquisisce il diritto a partecipare alla Kup Srbije 2015-2016: a Zubin Potok viene a giocare lo Sloga Kraljevo e, dopo il 2–2 dei tempi regolamentari, viene sconfitto 7–6 dopo i tiri di rigore. Il sorteggio pone i gialli, nel turno successivo, in casa contro il Čukarički e vengono battuti 1–3.
Dalla stagione 2015–16 milita nella Srpska liga, il terzo livello del calcio serbo.

### Palmarès
Zonska liga Morava
- 2014–15

Kup Kosovo i Metohija
- 2004, 2005, 2006, 2007, 2010, 2013, 2015, 2018

## Stadio
Lo Stadion Mala Marakana ("stadio piccolo Maracana") è il campo di gioco del club. Ha una capienza di 2490 posti.